# Fabio Varesi-Strauss
Fabio Varesi-Strauss (* 6. August 1994 in Salzburg als Fabio Strauss) ist ein österreichischer Fußballspieler.

## Karriere
Varesi-Strauss begann seine Karriere in Wals-Siezenheim in der AKA Salzburg. 2009 wechselte er in seine Geburtsstadt zum SV Austria Salzburg. Sein Debüt gab er am 15. August 2009 in der Salzburger Liga im Spiel gegen den SV Straßwalchen. Nach fünf Jahren in Salzburg und nach dem Aufstieg in den Profifußball wechselte er 2014 zum SV Grödig. Sein Debüt gab er im Viertelfinalspiel des ÖFB-Cups 2014/15 gegen den Floridsdorfer AC.
Nachdem sich Grödig aus dem Profifußball zurückgezogen hatte, wechselte er im Sommer 2016 zum Bundesligisten FC Admira Wacker Mödling, wo er einen bis Juni 2018 gültigen Vertrag erhielt. Nach vier Jahren bei der Admira und 61 Bundesligaeinsätzen verließ er den Verein nach der Saison 2019/20.
Daraufhin wechselte Varesi-Strauss zur Saison 2020/21 zum Zweitligisten FC Blau-Weiß Linz.

## Persönliches
Strauss nahm bei seiner Hochzeit 2025 den Namen seiner Frau an und heißt seither Varesi-Strauss.